# Tidløs
Tidløs (Colchicum) er en slægt med 15-20 arter, som er udbredt i Mellemøsten, Kaukasus og Sydeuropa. Det er stauder med en brun til mørkebrun knold og trævlede rødder, som udspringer fra den ene side af knolden. De unge blade er omsluttet af en bladskede. De er linjeformede og furede med en lys stribe. Blomsterne (1-3) er regelmæssige og 3-tallige. De udspringer direkte fra knolden eller fra en kort stængel. Blostret består af 6 ens blosterblade. Frugten er en kapsel med mange frø.
| Beskrevne arter |

- Alpetidløs (Colchicum alpinum)
- Høsttidløs (Colchicum autumnale)
- Liden tidløs (Colchicum pusillum)
- Plettet tidløs (Colchicum variegatum)
- Pragttidløs (Colchicum speciosum)
- Trebladet tidløs (Colchicum triphyllum)

| Andre arter |

- Colchicum agrippinum
- Colchicum atropurpureum
- Colchicum bivonae
- Colchicum bornmuelleri
- Colchicum byzantinum
- Colchicum cilicicum
- Colchicum decaisnei
- Colchicum doerfleri
- Colchicum hungaricum
- Colchicum luteum
- Colchicum ritchii
- Colchicum robustum
- Colchicum umbrosum